# Remichampagne
Remichampagne is een dorp in de Belgische provincie Luxemburg dat deel uitmaakt van Hompré, zelf een deelgemeente van de gemeente Vaux-sur-Sûre. Het dorpscentrum ligt ongeveer 3,5 kilometer ten zuidwesten van het dorpscentrum van Hompré.

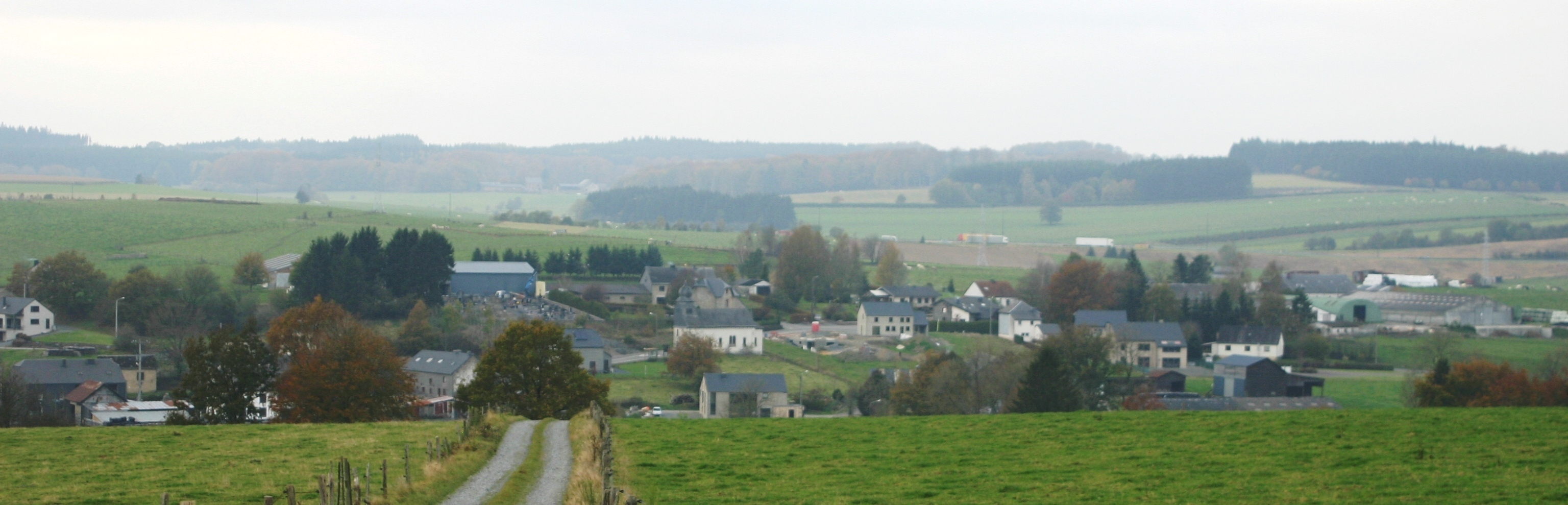
Zicht op Remichampagne

## Geschiedenis
Op het eind van het ancien régime werd Remichampagne een gemeente. In 1823 werden bij een grote gemeentelijke herindeling in Luxemburg veel kleine gemeenten samengevoegd en de gemeente Remichampagne werd, net als Remoiville en Assenois, opgeheven en aangehecht bij Hompré.

## Bezienswaardigheden
- De Église Saint-Servais

## Verkeer en vervoer
Ten noordwesten van het dorp loopt de autosnelweg A26/E25, die hier echter geen op- en afrit heeft.
Deelgemeenten: Hompré · Juseret · Morhet · Nives · Sibret · Vaux-lez-Rosières

Overige dorpen en gehuchten: Assenois · Belleau · Bercheux · Chaumont · Chenogne · Clochimont · Cobreville · Grandru · Jodenville · La Barrière · Lavaselle · Lescheret · Mande-Sainte-Marie · Morhet-Station · Poisson-Moulin · Remichampagne · Remience · Remoiville · Rosières · Salvacourt · Sûre · Villeroux 

Belgische gemeenten · Arrondissement Neufchâteau · Luxemburg · Wallonië